# Ингольфссон, Дарри
Снайвар Дарри Ингольфссон (исл. Snævar Darri Ingólfsson; род. 22 декабря 1979, Рейкьявик, Исландия) — исландский актёр.

## Биография и карьера
Снайвар Дарри Ингольфссон родился 22 декабря 1979 года в Рейкьявике, столице Исландии. В юности переехал в Англию, где в 2003 году окончил актёрскую школу Arts Educational Schools в Лондоне. Вскоре Дарри переехал в Лос-Анджелес и длительное время проработал доставщиком еды, официантом и подсобником на стройке, прежде чем получить первую актёрскую работу.
Первая известность к нему пришла в 2013 году, после роли серийного убийцы Оливера Саксона (известного как «Нейрохирург») в восьмом сезоне телесериала «Декстер». В 2015 он сыграл похожую роль (маньяка Джерри Тидвелла) в одном из эпизодов сериала «Мыслить как преступник», а в следующем году сыграл небольшую роль в фильме «Финансовый монстр».

## Личная жизнь
Женат на Мишель Датуин, у супругов двое детей, Нолан и Карра. Их первенец Нолан родился, когда Дарри был на съёмочной площадке «Декстера».

## Фильмография
| Год       |     | Русское название                 | Оригинальное название              | Роль                          |
| --------- | --- | -------------------------------- | ---------------------------------- | ----------------------------- |
| 2005      | ф   | Девушка из кафе                  | The Girl in the Café               | исландец-официант             |
| 2006      | ф   | Флаги наших отцов                | Flags of Our Fathers               | раненный морпех               |
| 2009      | кор |                                  | Njálsgata                          | Торри                         |
| 2010      | ф   | Посланник                        | Boðberi                            | Паудль Бальдвинссон           |
| 2011      | ф   | Девушка с татуировкой дракона    | The Girl with the Dragon Tattoo    | полицейский в Карлстаде       |
| 2012—2013 | с   | Последняя надежда                | Last Resort                        | Роберт Митчелл                |
| 2013      | с   | Декстер                          | Dexter                             | Оливер Саксон / Дэниел Фогель |
| 2014      | с   | Морская полиция: Лос-Анджелес    | NCIS: Los Angeles                  | доктор Нолан Миллхауз         |
| 2014      | ф   | Кровь храбрых мужчин             | Borgríki 2                         | Ханнес                        |
| 2014      | с   | Сталкер                          | Stalker                            | Чед Хьюитт                    |
| 2015      | с   | Мыслить как преступник           | Criminal Minds                     | Джерри Тидвелл                |
| 2016      | с   | Касл                             | Castle                             | Остин Электра                 |
| 2016      | с   | Морская полиция: Новый Орлеан    | NCIS: New Orleans                  | Карл Батист                   |
| 2016      | ф   | Финансовый монстр                | Money Monster                      | Джоджи                        |
| 2016      | с   | Риццоли и Айлс                   | Rizzoli & Isles                    | Роберт Стивенс                |
| 2017      | с   | Древние                          | The Originals                      | колдун Доминик                |
| 2018      | с   | Спецназ города ангелов           | S.W.A.T.                           | Кристиан Бэйти                |
| 2019      | с   | Орвилл                           | The Orville                        | Грег                          |
| 2019      | с   | Морская полиция: Спецотдел       | NCIS                               | Дуайт Колтон                  |
| 2020      | с   | Новичок                          | The Rookie                         | Бенджамин Лэсси               |
| 2021      | с   | Пожарная часть 19                | Station 19                         | Мэттью                        |
| 2022—2023 | с   | Сокровище нации: На краю истории | National Treasure: Edge of History | наёмник Дарио                 |
| 2023      | с   | C.S.I.: Вегас                    | CSI: Vegas                         | Рональд Эдвард Винтер         |
| 2023      | с   | Миссис Дейвис                    | Mrs. Davis                         | Дитер Франц                   |